# Bolyai-Preis
Der Internationale János-Bolyai-Preis für Mathematik, benannt nach János Bolyai, ist eine von der Ungarischen Akademie der Wissenschaften verliehene Auszeichnung für herausragende Leistungen in der Mathematik. Der Preis wird alle fünf Jahre vergeben. Nach 1910 ruhte die Preisverleihung bis 2000. Die Preisträger werden unter Mathematikern ausgewählt, die innerhalb der zurückliegenden zehn Jahre neue und bedeutende Ergebnisse publiziert haben.
Die Akademie stiftete den Bolyai-Preis 1902 anlässlich des 100. Geburtstags des Namensgebers. 1905 wurde er erstmals verliehen. Die Wiederaufnahme der Preisverleihung nach einer langen Pause wurde als Beitrag zum Weltjahr der Mathematik 2000 und zum bevorstehenden 200. Geburtstag Bolyais beschlossen.

## Preisträger
- 1905 Henri Poincaré
- 1910 David Hilbert
- 2000 Saharon Shelah[6]
- 2005 Michail Gromow
- 2010 Yuri Manin[7][8]
- 2015 Barry Simon[9]
- 2020 Terence Tao[10]
- 2025 János Kollár[11]

## Gleichnamiger Preis
Seit 2001 wird alle zwei Jahre ein weiterer Bolyai-Preis verliehen, ebenfalls von der Ungarischen Akademie der Wissenschaften. Er wird im Gegensatz zum Internationalen János-Bolyai-Preis für Mathematik nur an ungarische Wissenschaftler vergeben und ist ein interdisziplinärer Preis, der sich auf alle Naturwissenschaften erstreckt.